# Édouard Biot
Pour les articles homonymes, voir Biot.
Édouard Constant Biot, né le 2 juillet 1803 à Paris où il est mort le 12 mars 1850, est un ingénieur et sinologue français. Il participa en tant qu'ingénieur à la construction de la deuxième ligne de chemin de fer française, entre Lyon et Saint-Étienne, et publia en tant que sinologue une somme de travaux exceptionnels, fruit d'une « combinaison de connaissances rarement réunies. »

## Biographie
Fils du mathématicien et physicien Jean-Baptiste Biot, il fait des études classiques et mathématiques comme élève libre au collège Louis-le-Grand de Paris. Admis en 1822 à l'École polytechnique, il choisit de ne pas y entrer et de poursuivre seul ses études. En 1825 et 1826, il accompagne son père comme assistant dans une mission scientifique en Italie, en Illyrie et en Espagne.
De retour en France, par désir d'assurer son indépendance, il entame une carrière dans l’industrie naissante des chemins de fer. En 1827, après un voyage préparatoire en Angleterre, il s'associe avec Marc Seguin à l'entreprise de construction du chemin de fer de Saint-Étienne à Lyon, dont la concession est allouée à « MM. Seguin frères, Édouard Biot et Compagnie. » Il y travaille comme ingénieur pendant près de sept ans, faisant appel à son père pour les calculs du nivellement de la ligne.
Lorsque ce projet est définitivement achevé en 1833, il décide de profiter de la modeste indépendance qu'il a acquise pour étudier la langue et la littérature chinoises. Il suit les cours de Stanislas Julien au Collège de France et voit bientôt s'ouvrir devant lui une nouvelle carrière, faite de recherches au service desquelles il peut mettre ses connaissances scientifiques. Une abondante série de mémoires, consacrés à l'astronomie, les mathématiques, la géographie, l'histoire, la vie sociale et l'administration de la Chine, lui vaut d'être élu membre de l'Académie des inscriptions et belles-lettres en 1847, après être déjà devenu membre de la Société asiatique de Paris et de Londres, ainsi que de plusieurs autres sociétés savantes.
Marié en 1843, il perd sa femme Euphrasie Clémentine Elissade-Castremont en 1846. Ne parvenant pas à surmonter son chagrin, il tombe malade et meurt quatre ans plus tard à l'âge de 46 ans.

## Œuvres
Édouard Biot a traduit en français le Traité sur l'économie des machines et des manufactures de Charles Babbage et il est l'auteur de l'un des tout premiers ouvrages sur les chemins de fer, le  Manuel du constructeur des chemins de fer, paru en 1834.
Outre ses mémoires sur la civilisation chinoise, dont la plupart ont paru dans le Journal asiatique, il est également l'auteur d'un Dictionnaire géographique de l'Empire chinois et d'une Histoire de l'instruction publique en Chine, ainsi que de la traduction en français d'un « petit King » ou « livre canonique du second ordre » contenant le tableau de l'organisation politique et administrative de la Chine au XIe siècle av. J.-C. Il s'agit du traité intitulé Le Tcheou-li ou Rites des Tcheou, ou Zhouli ou Rites des Zhou, appartenant à la série d'ouvrages formant le Classique des rites. Considéré comme l'un des plus obscurs et des plus hérissés de termes techniques, il posait pour son traducteur des difficultés telles qu'il dut s'y reprendre à trois fois. À sa mort, la publication en fut achevée par les soins de son père. Les travaux d'Édouard Biot font toujours office de référence de nos jours.

## Publications
Sciences et techniques
- Traité sur l'économie des machines et des manufactures par Charles Babbage, traduit de l'anglais sur la troisième édition par Éd. Biot (1833)
- Manuel du constructeur des chemins de fer, ou Essai sur les principes généraux de l'art de construire les chemins de fer (1834)

Histoire
- De l'Abolition de l'esclavage ancien en Occident (1840)
- Mémoire sur la condition de la classe servile au Mexique, avant la conquête des Espagnols (1840)

Sinologie (ouvrages)
- Dictionnaire des noms anciens et modernes des villes et arrondissements de premier, deuxième et troisième ordre compris dans l'Empire chinois (1842)
- Essai sur l'histoire de l'instruction publique en Chine et de la corporation des lettrés (2 volumes, 1845-1847)
- Le Tcheou-li ou Rites des Tcheou, traduit pour la première fois du chinois par feu Édouard Biot (2 volumes, 1851). Édité par Jean-Baptiste Biot. Réédition : Ch'eng Wen Publishing Co., Taipei, 1975. Texte en ligne : vol. 1 en plusieurs formats

Sinologie (mémoires)
- Notice sur quelques procédés industriels connus en Chine au XVIe siècle (1835) Texte en ligne
- Mémoire sur la population de la Chine et ses variations, depuis l’an 2400 avant J.-C. jusqu’au XVIIe siècle de notre ère (1836) Texte en ligne
- Mémoire sur la condition des esclaves et des serviteurs gagés en Chine (1837) Texte en ligne
- Mémoire sur le système monétaire des Chinois (1838) Texte en ligne
- Mémoire sur les recensements des terres, consignés dans l'Histoire chinoise (1938) Texte en ligne
- Mémoire sur la condition de la propriété territoriale en Chine, depuis les temps anciens (1838) Texte en ligne
- Note sur la connaissance que les Chinois ont eue de la valeur de position des chiffres (1839) Texte en ligne
- Table générale d'un ouvrage chinois intitulé Souan-fa-tong-tsong, ou Traité complet de l'art de compter (1839) Texte en ligne
- Mémoire sur divers minéraux chinois, appartenant à la collection du Jardin du roi (1839) Texte en ligne
- Mémoire sur les montagnes et cavernes de la Chine (1840) Texte en ligne
- Recherches sur la hauteur de quelques points remarquables du territoire chinois (1840) Texte en ligne
- Recherches sur la température ancienne de la Chine. (1840) Texte en ligne
- Tchou-chou-ki-nien (1841) Texte en ligne
- Traduction et explication du Tchéou-peï (1841) Texte en ligne
- Catalogue général des tremblements de terre en Chine (1841)
- Mémoire sur le chapitre Yu-kong du Chi-king et sur la géographie de la Chine ancienne (1842) Texte en ligne
- Mémoire sur les déplacements du cours inférieur du fleuve Jaune (1843) Texte en ligne
- Recherches sur les mœurs anciennes des Chinois, d'après le Chi-king (1843) Texte en ligne
- Observations anciennes de la planète Mercure, extraites de la Collection des vingt-quatre historiens de la Chine (1843)
- Note sur la direction de l'aiguille aimantée en Chine, et sur les aurores boréales observées dans ce pays (1842)
- Mémoire sur l’extension progressive des côtes orientales de la Chine (1844) Texte en ligne
- Mémoire sur la Constitution politique de la Chine au XIIe siècle avant notre ère (1844)
- Études sur les anciens temps de l'Histoire chinoise (1845) Texte en ligne
- Catalogue de tous les météores observés en Chine, avec la date du jour de l'apparition et l'identification des constellations traversées (1846)
- Recherches faites dans la grande collection des historiens de la Chine, sur les anciennes apparitions de la comète de Halley (1846)
- Catalogue des comètes observées en Chine, depuis l'an 1230 jusqu'à l'an 1640 de notre ère (1846)
- Catalogue des étoiles extraordinaires observées en Chine, depuis les temps anciens jusqu'à l'an 1200 de notre ère (1846)
- Mémoire sur les monuments analogues aux pierres druidiques qu'on rencontre dans l'Asie orientale, et en particulier à la Chine (1848)
- Mémoires sur les colonies militaires et agricoles des Chinois (1850)